# Fabiano Caruana
Fabiano Luigi Caruana (Miami, Florida, 30 juli 1992) is een schaker met een Amerikaans-Italiaanse dubbelnationaliteit. In 2007, op 14-jarige leeftijd, werd hem door de FIDE de grootmeestertitel toegekend.

## Biografie
Caruana begon met schaken toen hij vijf jaar oud was, maar hij begon het spel pas serieus te beoefenen toen hij twaalf werd.
Hij werd lid van de Marshall Chess Club in Manhattan, New York. In 2002 werd hij FIDE-meester (FM), en rond zijn twaalfde had hij een Elo-rating van 2250. Hij werd getraind door jeugdtrainer Bruce Pandolfini, en deed mee aan jeugd-WK's en pan-Amerikaanse kampioenschappen. Toen hij twaalf was verhuisde het gezin naar Europa, omdat daar de grote schaaktoernooien gehouden worden en het spel meer aanzien geniet dan in de Verenigde Staten, maar ook omdat veel andere grote schakers zich in Europa gevestigd hebben. In Spanje werd hij getraind door IM Boris Zlotnik, in zijn woning in Madrid. Rond zijn veertiende verhuisde het gezin naar Boedapest, Hongarije, waar hij zijn schaakopleiding voortzette bij GM Alexander Chernin. Tegenwoordig woont hij in het Zwitserse Lugano.

## Toernooiresultaten
- Winnaar van het Hogeschool Zeeland Schaaktoernooi van 2007 met 7½ uit 9 met een TPR van 2715.
- Winnaar van het 67e kampioenschap van Italië, 2007.
- Winnaar van de C-groep van het Corus-toernooi in 2008 met 10 uit 13 met een TPR van 2696.
- Winnaar van het 68e kampioenschap van Italië, 2008.
- Winnaar van de B-groep van het Corus-toernooi in 2009 met 8½ uit 13 met een TPR van 2751.
- Winnaar van het Reykjavik Open in 2012, met 7½ uit 9.[2]
- Gedeeld tweede bij het Tata Steel-toernooi 2016, Magnus Carlsen werd eerste.
- In oktober 2016 werd hij tweede bij het Isle of Man International Masters toernooi.[3]
- Winnaar kandidatentoernooi in Berlijn maart 2018, en daardoor uitdager van Magnus Carlsen in Londen in november 2018
- Winnaar Tata Steel-toernooi 2020

## Externe koppelingen
- (en)   Informatie over schaakpartijen van Fabiano Caruana op ChessGames.com
- (en)   Informatie over schaakpartijen van Fabiano Caruana op 365chess.com
- (en)  FIDE-ratinggegevens voor Fabiano Caruana